# Betty Browne
Betty Browne fue una guionista y actriz de teatro estadounidense conocida principalmente por escribir intertítulos para cortometrajes cómicos durante la época muda de Hollywood.

## Biografía
Betty nació en Nueva York, hija de Mr. Browne (fallecido cuando ella era un bebé) y de Aimee Fitzgerald. Era nieta del exjuez del Tribunal Supremo Edward Browne.
Betty comenzó su carrera en el mundo del espectáculo como actriz y Ziegfeld girl. Se casó con el actor australiano y productor de Broadway Leslie Casey en Nueva York en 1918. Más tarde se casó durante un tiempo con el también guionista Gene Towne; la pareja tuvo una hija antes de divorciarse.

## Filmografía seleccionada
- Taxi Spooks (1929)
- Baby's Birthday (1929)
- Hubby's Weekend Trip (1929)
- A Taxi Scandal (1928)
- The Bargain Hunt (1928)
- Smith's Catalina Rowboat Race (1928)
- Motorboat Mamas (1928)
- Taxi for Two (1928)
- The Chicken (1928)
- The Bicycle Flirt (1928)
- A Blonde for a Night (1928)
- Love at First Flight (1928)
- The Girl from Everywhere (1927)